# Megachile basirubella
Megachile basirubella är en biart som beskrevs av Pasteels 1973. Megachile basirubella ingår i släktet tapetserarbin, och familjen buksamlarbin. Inga underarter finns listade i Catalogue of Life.